# Torquaratoridae
Famille
Les Torquaratoridae sont une famille d'entéropneustes.

## Liste des genres
Selon World Register of Marine Species (24 mars 2023) :
- Allapasus Holland, Kuhnz & Osborn, 2012
- Coleodesmium Osborn, Gebruk, Rogacheva & Holland, 2013
- Tergivelum Holland, Jones, Ellena, Ruhl & Smith, 2009
- Torquarator Holland, Clague, Gordon, Gebruk, Pawson & Vecchione, 2005
- Yoda Priede, Osborn, Gebruk, Jones, Shale, Rogacheva & Holland, 2012

## Publication originale
- (en) Holland, Clague, Gordon, Gebruk, Pawson & Vecchione, 2005, « Lophenteropneust hypothesis refuted by collection and photos of new deep-sea hemichordates », Nature, vol. 434, p. 374-376 (lire en ligne).